# شرح الاسما
شرح الاسماء (او) شرح دعاء الجوشن الکبیر کتابی از ملا هادی سبزواری است.

## تصحیح
تصحیح این کتاب در سال ۱۳۷۲ منتشر و در مراسم کتاب سال جمهوری اسلامی ایران به‌عنوان کتاب شایسته تقدیر معرفی شد.